# Jack of the Red Hearts
Jack of the Red Hearts é um filme de drama, dirigido por Janet Grillo, estrelado por AnnaSophia Robb, que estreou em 4 de dezembro de 2015.

## Sinopse
O filme relata a vida de Jack, uma delinquente juvenil que engana uma mãe desesperada para contratá-la como babá de sua filha autista.

## Elenco
- AnnaSophia Robb como Jacquelyn "Jack"
- Famke Janssen como Kay
- Taylor Richardson como Glory
- Israel Broussard como Robert
- Scott Cohen como Mark
- Sophia Anne Caruso como Coke
- John D'Leo como Dudley
- Drena De Niro como Elizabeth
- Parisa Fitz-Henley como Cynthia
- Giullian Yao Gioiello como Prep School Boy
- Stephen Hill como Oficial Mike
- Jenny Jaffe como Donna